# Georgian Airways Flight 834
Georgian Airways Flight 834 var namnet på det flygplan tillhörande Georgian Airways (Airzena) som havererade vid landning på N'djili flygplats i Kongo den 4 april 2011. Flygplanet rapporterades ha brutits itu när det träffade landningsbanan på flygplatsen då det försökte landa. På planet befann sig 29 passagerare samt 4 georgiska besättningsmän. Samtliga passagerare utom en, en kongolesisk journalist, avled.

## Flygplan
Flygplanet var av modellen Bombardier CRJ-100ER, registrerad 4L-GAE c/n 7070. Flygplanet levererades år 1996 till det franska flygbolaget Brit Air, som F-GRJA. Planet såldes i september år 2007 till Georgiens nationella flygbolag Georgian Airways (Airzena). Planet hyrdes av Georgian Airways ut till FN:s mission i Kongo-Kinshasa (MONUC) med numret UN846.

## Olycka
Flygplanet rapporterades ha havererat när det landade på N'djili flygplats landningsbana nummer 24, strax före klockan 14:00 (lokal tid). Flygplanet var på en inrikes flygning från Goma internationella flygplats till Ndjili via Bangoka internationella flygplats. Kraftigt regnoväder skall ha rapporterats vid olyckan. METAR-prognosen för tidpunkten indikerade åskoväder och regn. Enligt en tjänsteman vid förenta nationerna landade planet "kraftigt, delades itu och började brinna". Ett vittne föreslog vindskjuvning som en orsak. Den biträdande generalsekreteraren för fredsmissionen, fransmannen Alain Le Roy antydde att det dåliga vädret var nyckeln till att haveriet inträffade. Av de fyra georgiska besättningsmännen och de 29 passagerarna överlevde en person, en kongolesisk journalist. Överlevaren skadades allvarligt i haveriet. Flygplansmanifestet listade 20 FN-arbetare. Passagerarna inkluderade fredsbevarare från FN och tjänstemän, biståndsarbetare, och valassistenter. Fem icke-FN passagerare var personal från icke-regeringsorganisationer i den demokratiska republiken Kongo eller från andra internationella organisationer. FN:s säkerhetsråd och USA har uttryckt sina kondoleanser efter olyckan. FN-flygningar är vanligt förekommande i Kongo, över 100 per vecka, då det är det smidigaste sättet att ta sig fram och rutten som det förolyckade planet befann sig på är en av de mest trafikerade i landet.

## Utredning
MONUSCO satte ihop en arbetsgrupp som inledde en utredning av flyghaveriet. Nationen som bistod med det förolyckade planet, Georgien, har även dem anslutit sig till utredningen av olyckan.

## Passagerarnas nationaliteter
| Nationalitet    | Dödsoffer     | Dödsoffer     | Totalt |
| Nationalitet    | Passagerare   | Besättning    | Totalt |
| --------------- | ------------- | ------------- | ------ |
| Sydafrika       | 3             | 0             | 3      |
| Georgien        | 0             | 4             | 4      |
| Belgien         | 2             | 0             | 2      |
| Ghana           | 1             | 0             | 1      |
| Elfenbenskusten | 1             | 0             | 1      |
| Okänt           | 21            | 0             | 21     |
| Totalt antal:   | Totalt antal: | Totalt antal: | 32     |